# The Real L Word
The Real L Word: Los Angeles é um reality show norte-americano, do canal Showtime, com estreia em 20 de Junho de 2010. 
Seguindo o sucesso de The L Word, a produtora executiva Ilene Chaiken recria a série, com formato de reality show. The Real L Word segue a vida real e conta o dia-a-dia de seis lésbicas de Los Angeles. O nono e último episódio da temporada 1, foi exibido nos Estados Unidos a 15 de Agosto.
A segunda temporada estreou nos Estados Unidos dia 5 de Junho de 2011.

## Participantes
Temporada 1
- Rose Garcia- 36 anos. Agente imobiliária.
- Jill Sloane Goldstein- 33 anos. Escritora e noiva da participante Nikki Weiss.
- Mikey Koffman- 34 anos. Promotora de moda.
- Whitney Mixter- 28 anos. Artista de efeitos especiais.
- Tracy Ryerson- 29 anos. Produtora executiva de televisão.[2]
- Nikki Weiss- 37 anos. Noiva de Jill.

Temporada 2
- Whitney Mixter- 28 anos. Artista de efeitos especiais.
- Francine Beppu
- Romi Klinger
- Kacy Boccumini
- Cori Boccumini
- Sajdah Golde
- Claire Moseley